# Налёт (телесериал)
«Налёт» — российский остросюжетный криминально-драматический многосерийный телевизионный художественный фильм режиссёра Карена Оганесяна. Создан на основе  одноимённого французского криминального телесериала (Braquo) 2009—2016 годов режиссёра Оливье Маршаля.
В основе сюжета — история четверых калининградских полицейских, которые пытаются вернуть доброе имя своему незаконно осуждённому товарищу. В поисках правды они начинают собственное расследование, в ходе которого им приходится не только рисковать своими жизнями, но и при необходимости даже преступать закон.
Премьерный показ первого сезона состоялся с 10 по 13 апреля 2017 года на «Первом канале». Премьерный показ второго сезона прошёл с 4 апреля по 20 июня 2021 года.
Главные роли в фильме исполняют Владимир Машков, Денис Шведов, Александр Паль и Лукерья Ильяшенко.
Съёмки телесериала проходили с февраля по июнь 2016 года в Калининграде.

## Сюжет
В следственном изоляторе ГУСБ МВД города Калининграда происходит ЧП: совершает самоубийство майор Андрей Рыжов, обвиняемый в преступлении, которого не совершал.
Четверо его коллег — Олег Каплан, Павел Карпенко, Оксана Голикова и Фёдор Вачевский, уверенные в невиновности и порядочности друга, начинают собственное расследование произошедшего.
Для них дело чести вернуть Рыжову доброе имя и восстановить справедливость…

## Роли исполняют

### В главных ролях
- Владимир Машков — Олег Олегович Каплан, майор полиции
- Денис Шведов — Павел Семёнович Карпенко, капитан полиции
- Александр Паль — Фёдор Анатольевич Вачевский, младший лейтенант полиции
- Лукерья Ильяшенко — Оксана Дмитриевна Голикова, лейтенант полиции

### В ролях
- Андрей Смоляков — Андрей Евгеньевич Рыжов («Рыжий»), майор полиции
- Андрей Ташков — Антон Егорович Бородин, полковник полиции
- Сергей Шнырёв — Антон Дроздов
- Тамара Саксина — Ольга Анатольевна Багрова
- Егор Пазенко — Глеб Монахов («Монах»)
- Глеб Подгородинский — Сотников, полковник полиции
- Александр Галибин — Игорь Васильевич Киселёв, заместитель губернатора
- Сергей Угрюмов — Зацепин, майор СК РФ
- Рамиль Сабитов (2 сезон) — Астахов, полковник
- Ольга Дыховичная (2 сезон) — Агата, жена Анатолия Павроса
- Александр Устюгов (2 сезон) — Анатолий Викторович Паврос, бандит, бывший военнослужащий, муж Агаты
- Игорь Гордин (2 сезон) — Илья Рокотов, генерал в отставке, отец Ирины
- Сергей Козик — Михаил Евгеньевич Ягудин, майор
- Олег Алмазов — Андрей Иванович Свечин
- Карина Арутюнян — Елена Рыжова, жена Андрея Рыжова
- Александра Ребенок — Марина Пушкина, проститутка
- Анастасия Ростопша — Екатерина Сергеевна Карпенко, жена Павла Карпенко
- Варвара Шаблакова — Арина
- Григорий Зельцер — Кирилл Рогов, архитектор и дизайнер, друг и любовник Оксаны Голиковой
- Валерий Гришко — Дмитрий Егорович Голиков, отец Оксаны
- Виталий Коваленко — Игорь Иванович Щеглов («Щегол»), вице-мэр
- Александр Ковтунец — ювелир Фролов
- Евгения Короткевич — Адель
- Алексей Гришин — Левицкий, начальник службы безопасности Калужного
- Алексей Федькин — Калужный
- Григорий Чабан — Савочкин, насильник и убийца
- Иван Старков — Сергей Иванцов
- Павел Чинарёв — Марик, ветеринар
- Роман Нагметов — Михалыч
- Ирис Иванова — Нина
- Дмитрий Чеботарёв — Игорь Широков («Гвоздь»)
- Заза Чичинадзе — Анзор Копанадзе
- Арслан Саралидзе — Гоча Копанадзе
- Станислав Ананьин — Теняков
- Михаил Хуранов — «Алмаз»
- Ирина Несмиянова — мать Сергея Иванцова
- Елена Савляк — жена Бородина
- Милена Ширяева — соседка Адель
- Юлия Волкова — медсестра в лаборатории
- Екатерина Рокотова — Светлана, бывшая жена Монаха
- Андрей Вареницын — сын Рыжова
- Геннадий Мариев — Басов, адвокат Монаха
- Сергей Аликов — Осташко, сотрудник СК
- Михаил Ляхов — Бондарев
- Никита Шепелев — Никита
- Сергей Димедюк — сотрудник ГУСБ
- Кирилл Дубровицкий — Генрих Штамм
- Грант Тохатян — Арам Грантович, вор в законе
- Пётр Занин — Чумак
- Владимир Щупенко — Пегий
- Михаил Стёпырев — Гена, друг Бородина
- Игорь Цицорин — Борис
- Антон Арнтгольц — администратор гостиницы «Визави»
- Ольга Баталова — любовница Вачевского
- Олеся Ковалева — медсестра
- Сергей Воробьёв — сержант
- Дмитрий Гришечко — охранник у больницы Савочкина
- Александр Павлов — охранник в палате Савочкина
- Екатерина Аксенова — проститутка в борделе
- Александра Коваль — проститутка в борделе
- Константин Ларюков — информатор
- Анатолий Лукин — скульптор
- Кирилл Зуб — журналист
- Анастасия Дорофеева — медсестра в отделении реанимации
- Ольга Степаненко — медсестра в пансионате
- Чанкур Чанкуров — инкассатор
- Владимир Бухарин — сотрудник ДПС
- Денис Гринцевич — сотрудник УВД

## Список сезонов
| Сезон | Сезон | Серии          | Период трансляции       |
| ----- | ----- | -------------- | ----------------------- |
|       | 1     | 1—8 (8 серий)  | 10 — 13 апреля 2017     |
|       | 2     | 9—16 (8 серий) | 4 апреля — 20 июня 2021 |

## Эпизоды

### Сезон 1
| № серии | Описание серии | Премьера       |
| ------- | --- | -------------- |
| 1       | Полицейские Олег Каплан, Павел Карпенко и Фёдор Вачевский арестовывают вышедшего из тюрьмы Глеба Монахова, бывшего начальника службы безопасности депутата Калужного. Но, благодаря стараниям адвоката, бандита выпускают. Руководитель следственной группы Андрей Рыжов во время допроса преступника Савочкина, подозреваемого в жестоком убийстве, превышает полномочия. Рыжова обвиняют в деянии, которого он не совершал. Во время допроса под давлением майора Дроздова из УСБ он совершает самоубийство. | 10 апреля 2017 |
| 2       | После провала в расследовании дела Савочкина группа Каплана находится на распутье. Начальник Дроздова Киселёв даёт разрешение на допрос всей группы Рыжова. Оксана мучается из-за истории с гибелью Савочкина и обращается за советом к отцу. Вачевского выслеживает Монах и заставляет признаться в том, кто его сдал. Карпенко должен хозяевам подпольного казино. Каплан пытается помочь другу выпутаться из этой истории.                                                                                  | 10 апреля 2017 |
| 3       | После визита «гостей» из подпольного казино, требующих вернуть долг, жена Карпенко просит его уйти из полиции. Оксана в одиночку ищет следы в новом деле по ограблению банкоматов. Монах пытается узнать, где бриллианты, которые должны были передать его жене. Группе Каплана удаётся выйти на след налётчиков на банкоматы. | 11 апреля 2017 |
| 4       | После взрыва гранаты Каплан оказывается в больнице. Киселёв, недовольный работой Дроздова, приказывает ему прижать группу Каплана. Карпенко похищают недалеко от его дома. Каплан получает видеозапись пыток коллеги и требование выкупа. Он вынужден обратиться за помощью к Монаху. Чтобы достать деньги на выкуп Карпенко, Каплан и Вачевский соглашаются совершить налёт на банкомат по наводке Монаха. | 11 апреля 2017 |
| 5       | Из-за обмана Монаха у команды по-прежнему нет денег на выкуп Павла. Поиски похитителей также не дают результатов. Группе Каплана приходится задействовать все возможности, чтобы освободить коллегу. Дроздов по совету Киселёва решает надавить на близких четвёрке людей. После его визита, отец Оксаны умирает от сердечного приступа. | 12 апреля 2017 |
| 6       | Каплан и команда бывших бойцов спецотряда едет на операцию по освобождению Карпенко, но по пути натыкается на засаду Дроздова. Карпенко удаётся спасти. Каплан получает видеозапись, которая отвечает на многие вопросы о прошлом Рыжова. | 12 апреля 2017 |
| 7       | Полицейские понимают, что в случае, если Монаха поймают, он сдаст их в обмен на свою неприкосновенность. Несмотря на то, что дело Калужного переходит в Следственный комитет, и каждый шаг четвёрки оказывается под особым прицелом, группа продолжает поиски Монаха. Но их опережает глава Следственного комитета Зацепин. | 13 апреля 2017 |
| 8       | Монах заявляет, что будет говорить только с Капланом. Олег предлагает бандиту сделку: он вытаскивает его из тюрьмы в обмен на молчание. Группа Каплана разрабатывает план побега Монаха. | 13 апреля 2017 |

### Сезон 2
| № серии | Описание серии | Премьера       |
| ------- | --- | -------------- |
| 1 (9)   | В тяжёлой борьбе за восстановление профессиональной репутации покончившего с собой майора Рыжова отдел Олега Каплана терпит фиаско, с драматическими последствиями для всей четвёрки: Каплан ждёт суда в СИЗО, Павел Карпенко, Оксана Голикова и Фёдор Вачевский отстранены от службы в полиции. В это время насилие вновь захлестывает улицы Калининграда: вооружённый отряд совершает налёт на конвой соучредителя янтарного завода Рудольфа Штамма. Полиции удаётся задержать лишь одного участника нападения, добровольно сдавшегося ради сокрытия остальных, Анатолия Павроса. В ходе следствия выясняется, что Паврос числится умершим, обвиняется в измене родине, срыве военной операции и убийстве сослуживцев. Разговорить бывшего военного не удаётся, остаётся одно — организовать побег и позволить ему самому привести полицию к сообщникам. По приказу майора Зацепина, чтобы не упустить преступника на свободе, вместе с Анатолием Павросом должен бежать Олег Каплан. Выясняется, что Павроса ждут не только его соратники, но и жена — Агата. | 4 апреля 2021  |
| 2 (10)  | Майор Зацепин предлагает восстановить по службе членов команды Каплана, если Олег поможет проникнуть в банду преступников, связанную с Павросом. Каплан согласен участвовать в операции только под прикрытием своих ребят. Оксана Голикова убеждает бывших напарников собраться вместе и вернуться к работе в полиции, чтобы помочь Каплану. Однако, выбор однозначен не для всех. Потеря семейного благополучия — та цена, которую придётся заплатить Павлу Карпенко, если он вернётся к опасной работе в полиции. Да и Фёдору Вачевскому, похоже, теперь есть что терять. Янтарный след приводит майора Ягудина, работающего над делом о похищении янтаря, к бывшей в прошлом крупной фигуре криминального мира — Маме Зое. После побега Каплану становятся известны некоторые подробности провальной операции с участием экс-военного Павроса, в которой ключевую роль сыграли генерал в отставке Илья Рокотов и генерал Гордеев. Попытка Каплана передать Павроса преступной группировке в обмен на выкуп приводит к необратимым последствиям.               | 11 апреля 2021 |
| 3 (11)  | В новых обстоятельствах Каплан отчаянно нуждается в помощи. Для Карпенко и Вачевского убийство Марика меняет всё: больше не остаётся сомнений! Четвёрка воссоединяется для совместной борьбы против банды наёмников. Каплан решает действовать по первоначальному плану — для начала внедриться в банду. Однако ему необходимо каким-то образом объяснить смерть Павроса. Чтобы убедить преступников в невиновности Каплана, команде предстоит инсценировать убийство Павроса. Для них это гонка со временем, ведь задержка в выполнении задания, равна смерти Каплана. В их работу вмешивается местная полиция, обнаружившая тело Марика в автомобиле его деда Михалыча. Голикову и Вачевского задерживают по этому делу. Тем временем в логове наёмников Каплана подвергают жестоким пыткам, чтобы заставить признать свою вину в смерти Павроса. С каждым часом Олег теряет силы. | 18 апреля 2021 |
| 4 (12)  | Благодаря оперативным действиям команды, наёмники оставляют Каплана в живых. Наконец, Олегу удаётся наладить контакт с бандой. Впечатлённый мужеством Каплана и его репутацией бесстрашного «плохого» полицейского, глава банды наёмников — полковник Астахов, решает проверить Олега в деле. Каплан берёт на себя опасную миссию — продажу янтаря. Удачно проведённые переговоры с мамой Зоей окончательно убеждают полковника, что Каплану можно доверять. Астахов рассказывает Олегу о своей основной проблеме: его дочь похищена главами корпорации РЭБ, Ильёй и Ириной Рокотовыми. Олегу становится понятно, что истинные цели банды Астахова совсем не такие, какими кажутся на первый взгляд. | 25 апреля 2021 |
| 5 (13)  | Генерал Гордеев берёт под свою ответственность охрану антирадара «Вуаль 4». Кроме того, он освобождает из-под следствия Дроздова, предоставляя тому свободу действий в отношении Каплана. Между тем владелец украденного янтаря, Рудольф Штамм, разрабатывает хитроумный план, как вернуть не только янтарь, но и деньги, обещанные маме Зое. Штамм не подозревает, что его зять, Виталий, ведёт свою игру, последствия которой для самого Штамма могут оказаться чудовищными. Голикова и Вачевский пытаются отыскать дочь полковника, и в этом им помогает старый знакомый — хакер Гвоздь. Каплан успешно продаёт янтарь маме Зое, остаётся лишь вернуться с деньгами в логово банды. Однако, напарник Каплана, наёмник Неверов, решает саботировать операцию. Неверов шантажирует Олега, но, не добившись своего, решает его устранить. | 23 мая 2021    |
| 6 (14)  | Подобрав раненого Каплана, Павел Карпенко вынужден лично отвезти Олега в логово банды, а также принять участие в поисках сбежавшего Неверова. Олег рассказывает Павлу о том, что хочет помочь украсть антирадар — это единственный способ выйти на заказчика. А вскоре выясняется, что мама Зоя и её сыновья исчезли. Этот факт ставит под угрозу всю дальнейшую операцию: Каплан потеряет доверие полковника, если не привезёт вторую часть денег за янтарь, и все потраченные усилия окажутся напрасными. Между тем, несмотря на угрозу в лице генерала Гордеева, Агата проникает на презентацию военных разработок. Полученная там информация, должна помочь полковнику и его людям завладеть прибором. Чтобы выйти на Каплана и наёмников, Дроздов не гнушается никакими средствами. | 30 мая 2021    |
| 7 (15)  | Оксана Голикова и Фёдор Вачевский обнаруживают место, где удерживают дочь полковника, Яну Астахову. Илья Рокотов понимает, что генерал Гордеев ждёт от него следующего шага, в надежде взять его с поличным. Чтобы не попасться на крючок и при этом остаться в выигрыше, Рокотов решает изменить приоритеты в предстоящей операции с участием наёмников. Бывший генерал Рокотов — человек, привыкший любыми способами добиваться поставленных целей. В планах Рокотова — уничтожить полковника Астахова и его людей, похоронив тем самым секрет, объединяющий их со времён службы. Во время слежки за Карпенко Мамедов выясняет, что Олег и Павел — полицейские на задании. Сразу после получения денег за янтарь наёмники планируют убить напарников. | 6 июня 2021    |
| 8 (16)  | В результате мастерски проведённой спецоперации по захвату наёмников полковник и его люди арестованы. Время, проведённое Олегом в банде, даёт понять Каплану, что полковник, Агата и Мамедов — преступники, у которых есть веская причина для мести, а также преданные семье люди. Олег убеждает полковника Астахова продолжить вместе с полицией операцию по захвату антирадара, находящегося на борту военного корабля-мишени. Только совместными усилиями им удастся взять с поличным главного преступника и его сообщников, а также освободить дочь полковника, Яну. Меж тем Рокотов не дремлет: он как никогда близок к осуществлению своего преступного плана. Тем временем следователь органов внутренних дел Дроздов выводит ненависть к Каплану и его команде на совершенно новый уровень. | 20 июня 2021   |

## Критика
Отмечается схожесть с оригинальным французским сериалом, отзывы, в основном, положительные, также критики к положительным качествам сериала относят динамику и хорошее качество актёрской игры. Критики отмечают, что некоторые сцены полностью дублируют оригинал вплоть до фамилий персонажей. Из недостатков можно выделить излишнюю политкорректность и «нереалистичность» сериала.